# Отт, Рамин
Рамин Отт (англ. Ramin Ott; 22 июня 1986, Паго-Паго, Американское Самоа) — футболист из Американского Самоа, нападающий. Лучший бомбардир в истории сборной Американского Самоа (3 гола).

## Биография

### Клубная карьера
Начинал карьеру в команде «Konica Machine FC» из чемпионата Американского Самоа. В 2008—2009 годах выступал за клуб второй лиги Новой Зеландии «Бэй Олимпик». Точных данных о последующих годах карьеры нет, однако в 2015 году он присоединился к команде «Паго Ют».

### Карьера в сборной
Дебютировал за сборную Американского Самоа 10 мая 2004 года в матче отборочного раунда Кубка наций ОФК 2004 против сборной Самоа. 26 августа 2007 забил свой первый гол за сборную в матче с командой Соломоновых островов, который завершился поражением 1:12. 23 ноября 2011 года стал автором одного из забитых голов в матче со сборной Тонга, завершившегося первой в истории победой сборной Американского Самоа в официальных матчах (2:1).